# Алсюм (Фрисландія)
Алсюм (нід. Aalsum) — село в нідерландській провінції Фрисландія. Входить до муніципалітету Північно-Східна Фрисландія.
Його площа становить 4,39км², а населення станом на 2021 рік складало 130 осіб.
Перша згадка про населений пункт датується 944 роком.

## Галерея

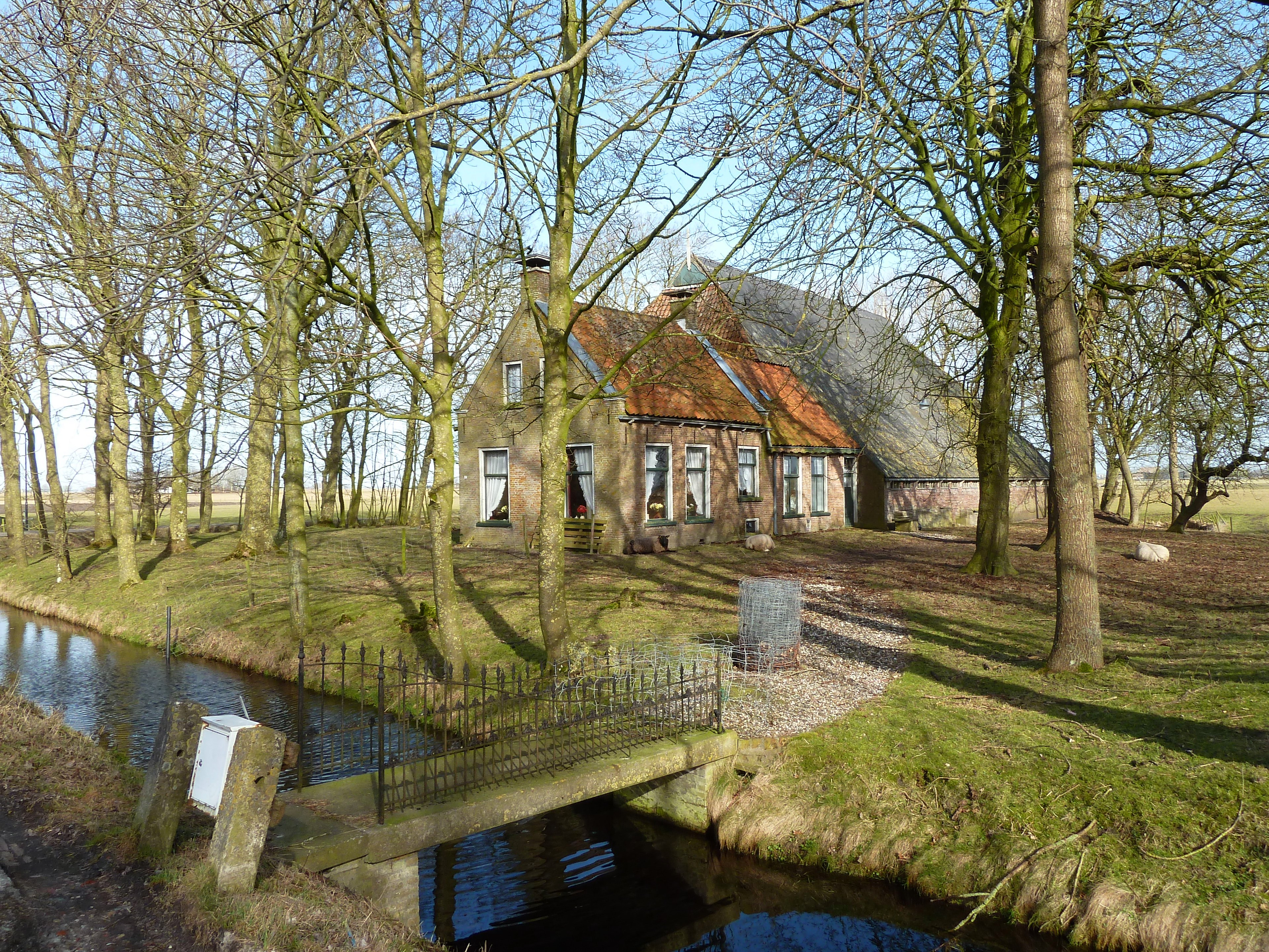
Ферма в Алсюмі
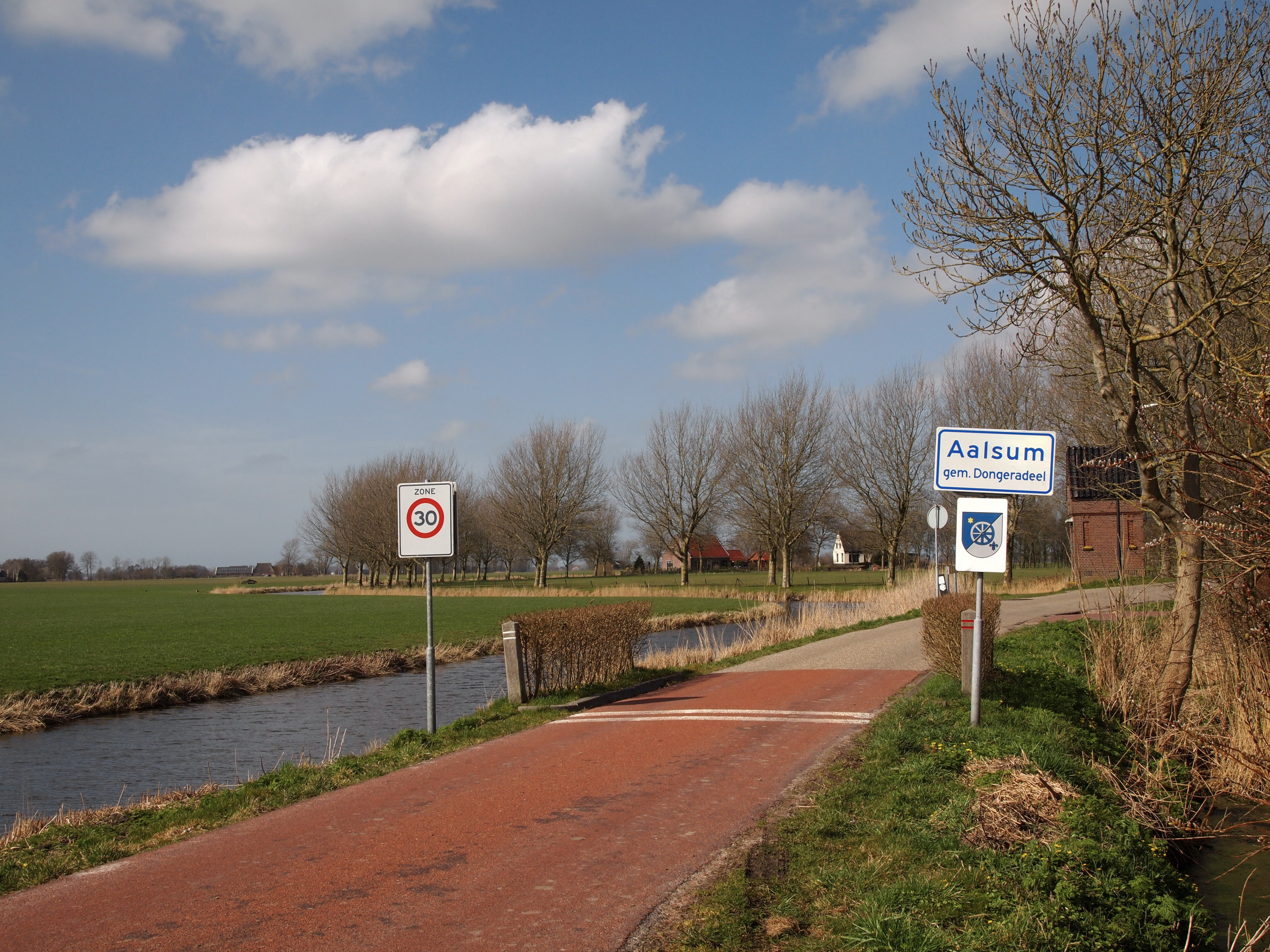
В'їзд до села
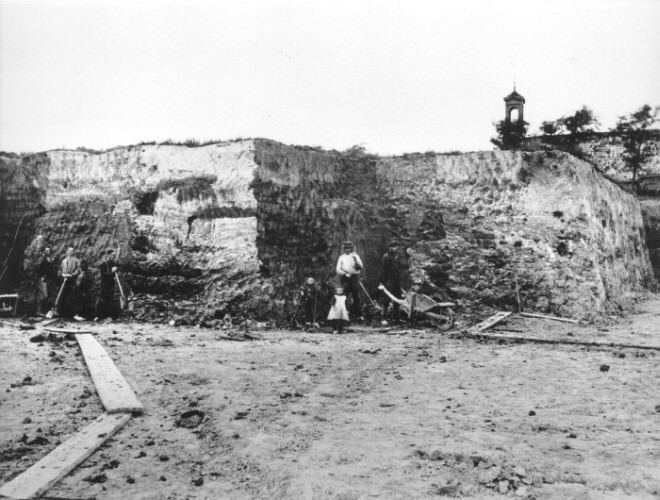
Розкопки в Алсюмі (прибл. 1884)
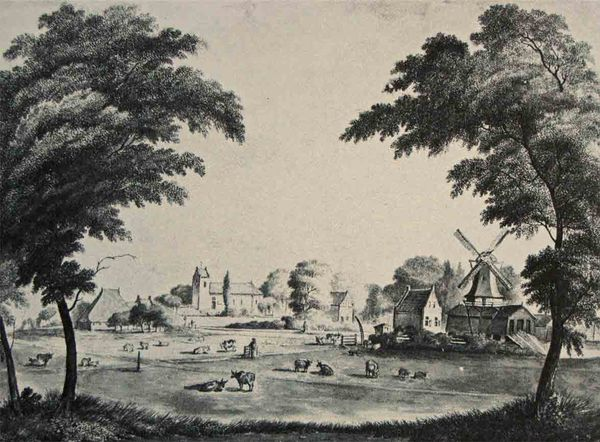
Малюнок Алсюма (початок 19-го сторіччя)